# La Revista Católica
La Revista Católica es una publicación periódica chilena de carácter eclesiástico, fundada el 1 de abril de 1843 como órgano de difusión de la Iglesia católica en Chile. Su creación respondió a la necesidad de contrarrestar la influencia de los periódicos liberales e irreligiosos de la época, los cuales, según el clero, contribuían a la indiferencia religiosa y a la propagación de ideas contrarias a los valores cristianos.

## Historia
La Revista Católica surgió en un contexto de tensiones entre la Iglesia y el Estado chileno tras la independencia, cuando la prensa se consolidaba como un espacio central de debate político e ideológico. El proyecto fue impulsado principalmente por el arzobispo Rafael Valentín Valdivieso, quien asumió la dirección junto a dos colaboradores iniciales: José Hipólito Salas y Joaquín Larraín Gandarillas, este último cofundador y miembro del comité de redacción. El financiamiento estuvo a cargo del Arzobispado de Santiago y los redactores fueron principalmente profesores del Seminario Pontificio, entre los que destacaron Justo Donoso Vivanco, José Miguel Arístegui Aróstegui, Eugenio Guzmán y Manuel Orrego. Varios de ellos llegaron a ser rectores de dicha institución.
La publicación apareció el 1 de abril de 1843, coincidiendo con la muerte del arzobispo Manuel Vicuña Larraín, como respuesta a la creciente difusión de ideas liberales y laicistas en periódicos como El Progreso o El Crepúsculo, vinculados a intelectuales como José Victorino Lastarria y Francisco Bilbao. El periódico representó la estrategia de la Iglesia para enfrentar la atmósfera de indiferencia religiosa que se propagaba en la sociedad chilena a través de la prensa liberal.
En sus primeros números, la revista declaró que evitaría polémicas políticas, limitándose a temas de religión, moral y beneficencia. No obstante, hacia fines de la década de 1840 comenzó a intervenir en las controversias públicas, transformándose bajo la dirección de Valdivieso en un vocero de la Iglesia católica y, en la práctica, en un órgano cercano al Partido Conservador. La revista se involucró en los debates públicos del siglo XIX, enfrentándose particularmente a los periódicos liberales El Mercurio de Valparaíso y, desde 1855, El Ferrocarril de Santiago.
Durante la llamada “Cuestión del Sacristán” (1856-1859), la revista radicalizó su línea editorial, asumiendo abiertamente la defensa de la Iglesia frente al Estado liberal. En su editorial “Nuestros deseos”, publicada en abril de 1859, proclamó que el futuro de Chile estaba ligado al “predominio del elemento religioso” y que “fuera de las vías católicas no puede haber orden ni libertad para las naciones”. Con el aumento de las tensiones político-religiosas, Valdivieso fundó en 1864 el diario El Independiente, con el fin de separar la defensa política de la Iglesia de su labor pastoral. Desde entonces, La Revista Católica retornó a un perfil más doctrinal y eclesiástico, aunque continuó funcionando como órgano de formación y unificación del clero.
En sus últimas etapas, bajo la dirección de Crescente Errázuriz (1863-1874), sobrino de Valdivieso y futuro arzobispo de Santiago, la publicación entró en decadencia, perdiendo atractivo frente a otros medios más activos en la política. Finalmente, dejó de circular el 11 de julio de 1874, con su número 1300, siendo reemplazada poco después por El Estandarte Católico.

## Contenido y secciones
En sus inicios, la revista se publicaba dos veces al mes, aunque a partir de 1852 comenzó a editarse de manera semanal. Sus primeras secciones fueron:
- Derecho Canónico: destinada al estudio de los textos fundamentales de la Iglesia.
- Reglas y comentarios eclesiásticos: orientada a la instrucción del clero parroquial.
- Literatura: donde se difundían autores clásicos en ciencias sagradas.
- Disposiciones de prelados y diócesis: espacios pensados para informar a la comunidad católica.

Posteriormente se añadieron secciones como Conferencias religiosas, Ciencias sagradas y otras dedicadas a las diócesis regionales.

## Cierre y reapertura
La Revista Católica dejó de publicarse en 1874, tras más de tres décadas de circulación, dejando un legado como uno de los principales órganos de prensa religiosa del siglo XIX chileno. Suspende su publicación con el Tomo 16, no. 1300, el 11 de julio de 1874; reapareciendo con 2da. serie, tomo 1, no. 1301, el 1 agosto de 1892).  A partir de aquí, la información de la publicación es escasa.
Recientemente, la gestión editorial de la Revista Católica ha pasado a estar en manos de la Vicaría para el Clero del Arzobispado de Santiago, tarea que realiza desde el primero número del año 2020.